# Neoclytus personatus
Neoclytus personatus är en skalbaggsart som beskrevs av Chemsak och Linsley 1974. Neoclytus personatus ingår i släktet Neoclytus och familjen långhorningar.
Artens utbredningsområde är Costa Rica. Inga underarter finns listade i Catalogue of Life.